# Bankuba Forest Park
Der Bankuba Forest Park ist ein Waldgebiet im westafrikanischen Staat Gambia.
Das im Jahr 1954 ausgewiesene Gebiet mit 850 Hektar liegt in der Central River Region im Distrikt Fulladu West. Das ungefähr rechteckige 2,3 mal 3,4 Kilometer große Gebiet, auf dem südlichen Ufer des Flusses Gambia, liegt ungefähr zehn Kilometer von dem Ort Bansang entfernt.